# Bataille du cap Saint-Vincent (1641)
Pour les articles homonymes, voir Bataille du cap Saint-Vincent.
Guerre de Trente Ans
Batailles
La bataille du cap Saint-Vincent se déroula le 4 novembre 1641 entre une flotte espagnole et une autre hollandaise. La flotte espagnole attendait la flotte du trésor des Amériques afin de l'escorter jusqu'en Espagne, lorsqu'elle engagea la flotte hollandaise qui perdit 4 navires et le reste fut endommagé.
Les officiers d'Idiaquez lui demandèrent de poursuivre la flotte ennemie afin de l'achever, mais celui-ci préféra retourner à Cadix.

## Personnalités présentes
Michiel de Ruyter était présent comme Rear Admiral (contre-amiral) de la flotte néerlandaise.